# Ковалёв, Фёдор Михайлович
Фёдор Миха́йлович Ковалёв — русский старообрядец, в ту пору крестьянин 30 лет, проживал на Терновских хуторах (близ Тирасполя), заживо закопал 25 человек и в том числе двоих своих малолетних детей, жену, брата, сестру и 60-летнюю мать, желавших избежать всероссийской переписи 1897 года.
В ночь на 23 декабря 1896 года девять сектантов приготовили себе яму и отпели над собой «чин погребения». Когда они легли в яму, в том числе жена Ковалёва — Анюша, 22 лет, с двумя дочерьми, 3 лет и грудной, старообрядец Фёдор Ковалёв, как каменщик, по их просьбе, заложил яму кирпичом.
В ночь на 27 декабря 1896 года в яме Ковалёвым были закопаны шесть человек. 
12 февраля 1897 года закопал в могиле четверых человек, в том числе свою сестру Авдотью.
В ночь на 28 февраля 1897 года заложил в выкопанной яме шесть человек, в том числе мать и брата Дмитрия.
В конце апреля Ковалёв был арестован и заключён в тюрьму. Однако его не решились предать суду, так как власти предпочли не раскрывать перед общественным мнением подробности этого преступления, порождённого невежеством и угнетением старообрядцев. Министр юстиции испросил у императора Николая II разрешение на прекращение этого дела. Император повелел направить Ковалёва бессрочно в один из православных монастырей по усмотрению Синода. 22 февраля 1898 года Синод направил его в арестантское отделение при Спасо-Евфимеевском монастыре в Суздале, и поместил в отдельную камеру под строгий надзор монастырского начальства. В монастырской тюрьме он провёл шесть лет, а затем был переведён в келью. В 1905 году в связи с ликвидацией арестантского отделения был освобождён. После освобождения вернулся в Терновку, повторно женился, имел трёх сыновей Фёдора, Вениамина и Михаила.